# Josef Stark
Josef Anthony Stark, född 18 augusti 1942 i 'Regio di Italia', i nuvarande Slovenien, död 1 mars 2004, var en slovensk-svensk agronom och forskare med inriktning mot bin och biodling.

## Biografi
Stark var yngste son till agronomen Anton Starc och hans hustru Olga, som var lanthushållslärare. Han gick på internatskola i Kroatien, då del av Jugoslavien, och tog gymnasieingenjörsexamen med inriktning mot lantbruk. Stark flyttade 1965 till Sverige och tog agronomexamen 1975 och vidare agronomie doktorsexamen 1982. Hans forskarutbildning var inriktad mot mikrobiologi. 
Stark började sin verksamhet vid SLU, Sveriges lantbruksuniversitet, i Ultuna redan 1967 och arbetade sedan där under drygt 33 år, därav under 15 år som chef för biavdelningen vid HUV (Husdjurens Utfodring och Vård) fram till 1994 då avdelningen flyttades över till Institutionen för Entomologi. Han hade bland annat funktioner som försöksledare, forskningsansvarig och handledare för flera forskare och han ansvarade för bisjukdomsdiagnostik.
Han hade ett stort intresse och engagemang för bin och biodling, men hans intresse var också stort för humlor. Han höll till exempel kurser i odling av humlor i Finland och Slovenien. Han bidrog till att hjälpa biodlingen både i Sverige och i andra länder som Polen, Slovenien, Kenya och Peru. Han reste till mer än 50 länder länder för olika uppdrag gällande bin och biodling. I Sverige höll han många presentationer och föredrag i biodlarföreningar. På 1990-talet var han med och bildade projektet Nordbi, vars syfte var att rädda det utrotningshotade nordiska biet (Apis mellifera mellifera). På världsbiodlarkongressen Apimondia år 2003 i Slovenien talade han bland annat om miljökartläggning med hjälp av bin.

## Utmärkelser
- Josef Stark utnämndes till honorärkonsul i Sverige av hans gamla hemland Slovenien som uppmärksammande av hans forskningsinsatser.
- I maj 2000 tilldelades Josef Stark Kungliga Patriotiska Sällskapets guldmedalj av första storleken för långvarig gagnande verksamhet.
- I november 2001 tilldelades han Kungliga Patriotiska Sällskapets medalj för nit och redlighet under 30 år i rikets tjänst.
- År 2002 tilldelades han av Sveriges Biodlares Riksförbunds (SBR:s) guldmedalj vid riksförbundsmötet i Älvsbyn.

## Josef Stark-priset
Till hedrandet av Dr Josef Starks pionjärinsatser inom bi- och miljöforskningen, instiftade SICAMM en stipendiefond (Josef Starks stipendiefond) upprättats med syfte att, som en uppmuntran årligen utdela ett stipendium, till "förtjänstfull ungdom, som främjat utvecklingen av biodling i Josef Starks anda med huvudinriktning på bevarandearbetet med Apis mellifera mellifera, det mörka nordiska biet". Vid utdelandet av detta stipendium ska styrelsen se till stipendiemottagarens insats och egenskaper före formella meriter.
För lista över Josef Stark-pristagare, se SICAMM